# 毛叶角蕨
毛叶角蕨（学名：Cornopteris decurrenti-alata f. pillosella）为蹄盖蕨科角蕨属角蕨下的一个变型。

## 扩展阅读
- 維基物種上的相關：毛叶角蕨